# Хунзахская крепость
Хунзахская кре́пость — фортификационное сооружение, построенное в годы Кавказской войны в XIX веке для укрепления российской власти в Дагестане. Крепость является одним из самых больших и хорошо сохранившихся объектов культурного наследия России в Дагестане.

## Описание
Крепость расположена на Хунзахском плато (1800 метров над уровнем моря) в селе Арани Хунзахского района Дагестана, в 50-60 метрах от водопада «Тобот» и Цолотлинского каньона. Площадь крепости составляет 3 га (по другим данным 3,5 га).
Внутри сооружения расположены казармы для солдат, лазарет, цейхгауз, склады и другие подсобные помещения. Все стены строились толщиной не менее 95 см из прочных материалов, таких как бутовый камень, на случай осады и обстрела из пушек. На оградах и стенах помещений имеются около 600 бойниц, а на каждом углу укрепления — башни, причем, на нижнем этаже имеются три амбразуры для орудий, а на верхнем — пять пулеметных гнезд. С башен можно было обезвредить противника во фланг, при его наступлении на штурм крепостных стен.
Потолочные балки изготовлены из бревен и брусьев сечением 24-26 см. В казарменных помещениях, лазаретах, цейхгаузах полы из досок толщиною 65-70 мм на шкантах. В подсобных помещениях полы цементные либо из каменных плит.
Западная часть крепости была обнесена проволочным заграждением. В северо-западной части крепости находилась церковь, разрушенная в 1935 году. На колокольне церкви находился наблюдательный пункт, оттуда просматривалась вся местность. В южной части крепости имеется неприступный обрыв Цолботлинского каньона с его водопадами высотой 90 метров. На восточной стороне, на расстоянии примерно 150 стоит круглая башня высотой 7,5-8 метров с 28 бойницами ружейными и пулеметными. Башня имела только один вход, расположенный на высоте 2,5 метров. Вход и выход осуществлялся по веревочной лестнице. По мнению историков, в башне постоянно находилось 15 вооруженных защитников с одним пулеметчиком и недельным запасом продуктов. С этой башни можно было обстрелять мертвое пространство юго-восточной стороны крепости.
Для связи с внешним миром в Аранинской крепости имелись несколько арочных ворот, плотно закрываемые изнутри. На южной стороне укрепления и сегодня имеется закрытый водоисточник, доступ к которому осуществляется через арочный подземный ход.

## История

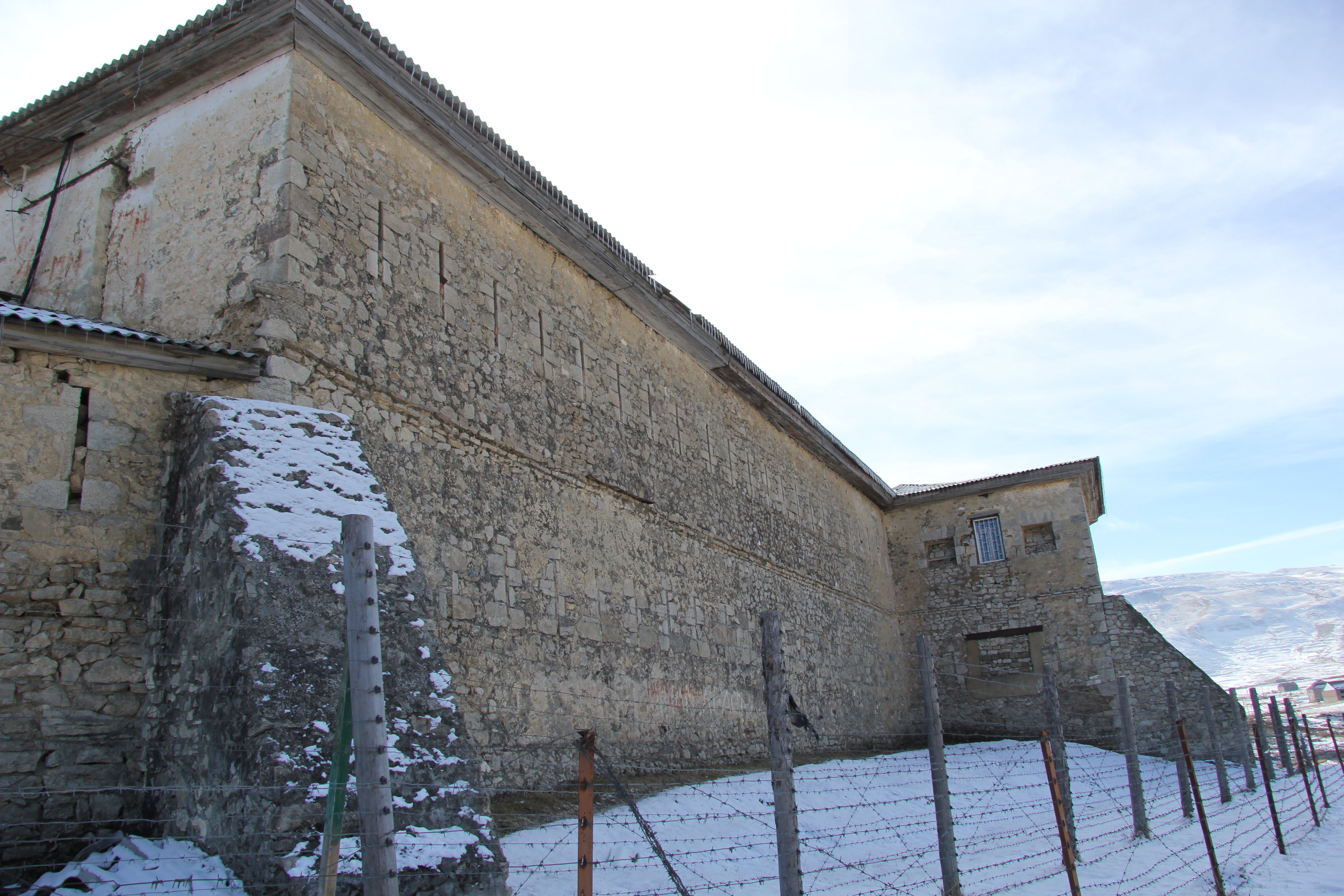
Восточная сторона крепости

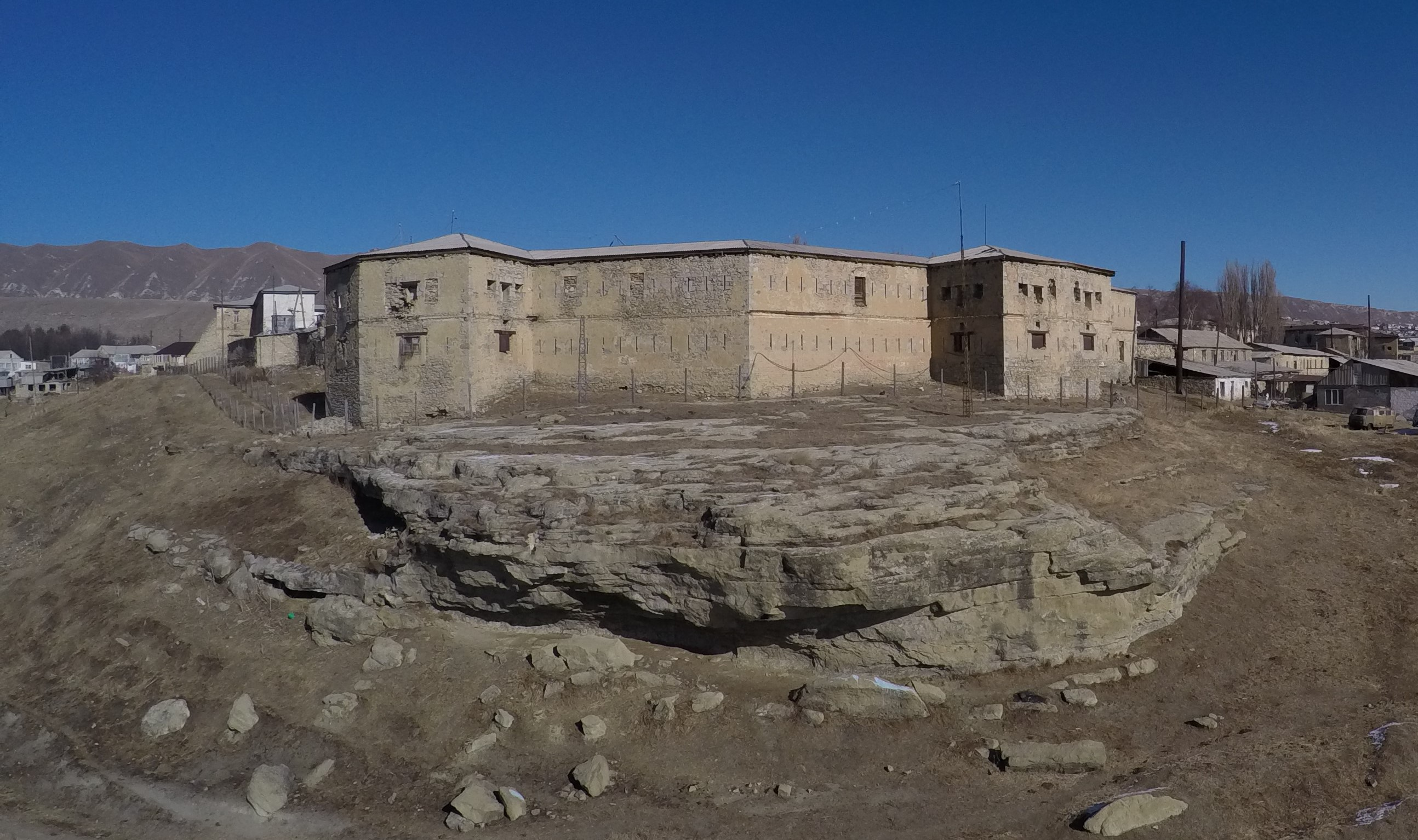
Северо-западная часть крепости

Кавказская война завершилась пленением Шамиля в 1859 году. Царская власть отдавала дань уважения и признания его личности. Тем более они понимали, что одно дело осилить горцев, другое удержать их в повиновении. Царское самодержавие сочло необходимым соорудить в Дагестане опорные укрепления. Одним из самых мощных таких укреплений, отвечающее всем требованиям того времени было построено в местности Арани. Не случайно эта местность была выбрана для возведения крепости, со всех сторон она надежно защищена самой природой и является своеобразным транзитом между горным Дагестаном и равниной.
До начала строительства крепости, в 1862 была построена дорога стратегического значения, соединяющая Темирхан-Шуру с центром всей Аварии Хунзахом. Она считалась дорогой государственного значения и предназначалась для переброски вооруженных сил царизма на подавление противоправительственных выступлений. Позднее началось строительство самой крепости. Для этого из соседних регионов и районов были привезены необходимые строительные материалы.
Укрепление состоит из казарм, флигелей с офицерскими квартирами и построек для нужд гарнизона. Внешний вид укрепления напоминает какой-то каземат - серые каменные стены с бойницами для ружей, по углам четыре оборонительные башни, с отверстиями для пушек, закрытыми обычно чугунными ставнями. Крепость имеет трое массивных ворот. С северо-востока на 60 сажень расположилась слобода, где находится офицерское собрание, почтово-телеграфное отделение, несколько частных домов и лавок. На востоке от крепости  небольшой гарнизонный сад. Здесь были посажены берёзы, липы, осины и рябины. Многие разрослись и дают прекрасную тень. Питьевой водой укрепление пользуется из общего бассейна, расположенного на базаре у этого сада. Бассейн устроен в глубине земли из камней, не цементирован, и в него по трубам проведена вода из трех источников, бассейн  устроен в низком месте, куда стекаются воды с трех сторон. На более возвышенных  местах  каждый четверг располагался базар.Доктор А. Г. Передельский, 1904 год.
Строительство крепости завершилось в 1867 году. Сооружение было возведено по всем правилам русской фортификационной архитектуры девятнадцатого века. Рядом с крепостью был разбит парк, у входа в который было написано «Солдатам и собакам вход воспрещен», ибо парк считался офицерским.
В сентябре 1871 года в крепость прибыл Император Александр II. При въезде на Хунзахское плато его встретили жители близлежащих сел, а у крепости — почетный караул 15-го Кавказского линейного батальона и служащие гарнизона, расположенного внутри сооружения. Александр II остался на ночлег в двухэтажном особняке, предназначенное для членов царской семьи. На следующий день он отбыл в Ботлих.
В крепости в разное время несли службу Казаки Кубанского пластунского полка, 15-го линейного батальона, Нор-Баезетский полк, особый Кромский пехотный полк, матросы Черноморской эскадры, сосланные в крепость в 1906 году за участие в восстании под командованием лейтенанта Шмидта.
В годы гражданской войны в 1918—1921 годах в крепости находились Дагестанский конный полк, турки во главе с Исмил-беком, 39 и 32 дивизия 284 полка, партизанский отряд под командованием Муслима Атаева. После войны крепость потеряла свое военное назначение.
В годы советской власти в крепости размещались районная больница, женская школа «Горянка», детский дом, военкомат и другие организации.
Позднее крепость признали объектов культурного наследия России.
В 2019 году планируется реконструкция крепости на сумму 1 миллиард рублей.